# John Banks

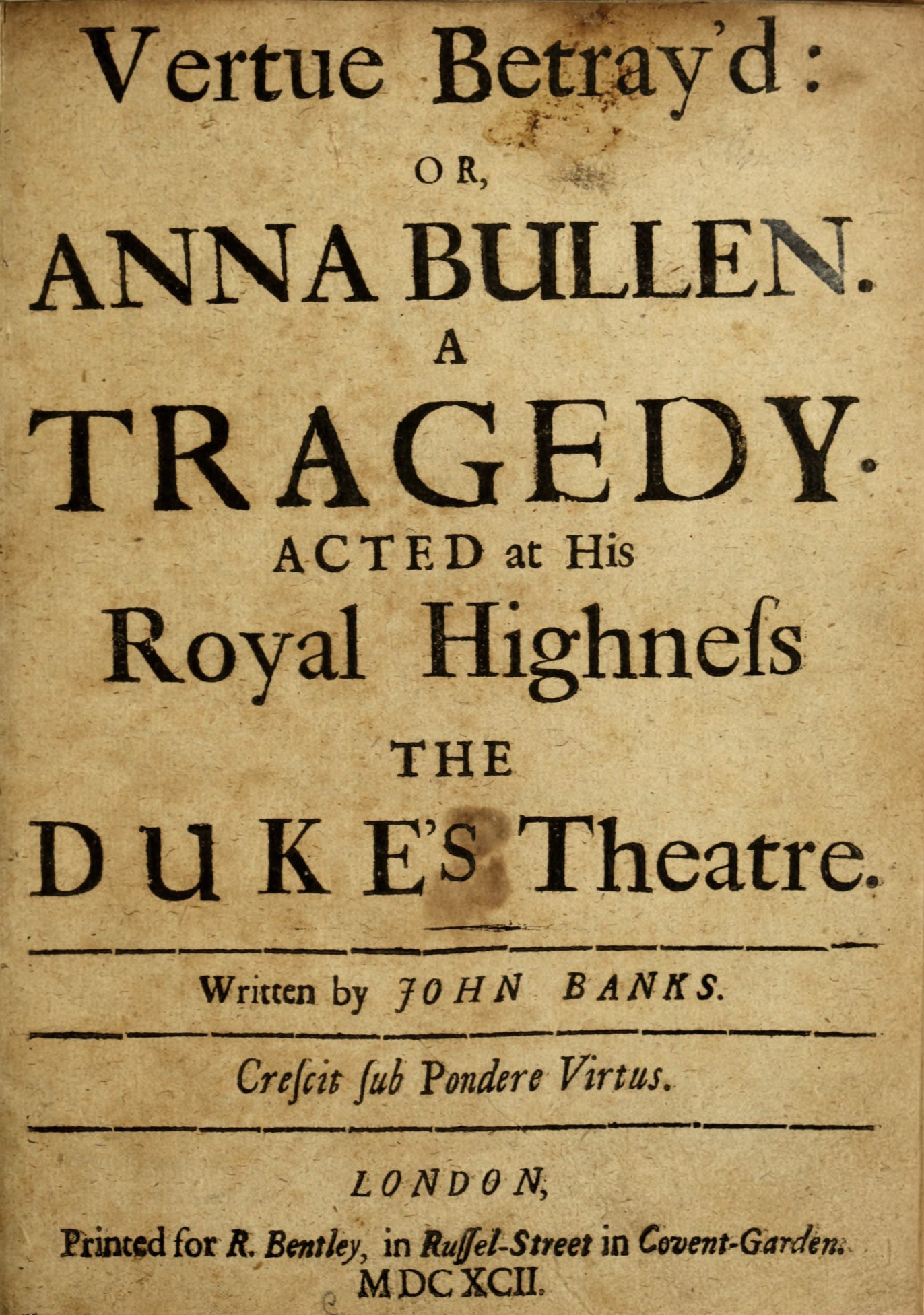
Imagen titular de la segunda edición de su libro "Vertue Betray'd or Anna Bullen" (1n"V

Banks (muerto en 1706) fue un dramaturgo inglés de la Restauración.
De las siete piezas dramáticas que escribió, las que mayor éxito le reportaron fueron The Unhappy Favourite, or the Earl of Essex (El favorito desafortunado, o El duque de Essex, 1682) y Vertue Betray'd, or Anna Bullen (La virtud traicionada, o Ana Bolena), también representada en 1682, sobre los amores de Ana Bolena y Enrique VIII. Resulta al cabo un imitador de las peores cualidades de Nathaniel Lee, cuyas características reproduce en menor, y como él adaptó una novela francesa en su obra Le Grand Cyrus (1696). Su fuerte son los melodramas, más tarde conocidas como she-tragedies, inspirados en la historia inglesa y con ellos logró una gran popularidad en su día.
Por otra parte, tres de sus obras, Cyrus the Great (1681), The Innocent Usurper (1683) y The Island Queens (1684), fueron prohibidas por motivos políticos, esta última, dos veces, la primera vez, nada más publicarse en 1684, y en 1694.